# Jendayasittich
Der Jendayasittich (Aratinga jandaya) ist eine Papageienart aus der Gattung der Keilschwanzsittiche (Aratinga). Er ist in Brasilien heimisch.

## Merkmale
Der Jendayasittich erreicht eine Größe von 30 Zentimetern. Kopf und Kehle sind gelb. Die Oberbrust ist orange. Die vordere Stirn und oft auch der Augenbereich sind rot. Bauch, Flanken und Unterflügeldecken sind orange-rot. Die Ränder der grünen Unterrückenfedern sind rot. Die Außenfahnen der Handschwingen, die Handdecken und die Armschwingen sind blau. Die Schwanzoberseite ist olivgrün mit blauen Spitzen, die Unterseite des Schwanzes sowie der Hand- und Armschwingen sind schwarz. Um die weißliche Iris verläuft ein schwarzer Augenring. Der Schnabel ist schwarz, die Füße sind grau. Bei den juvenilen Vögel ist der Kopf hellgelb mit vereinzelten grünen Federn. Die Iris ist dunkel.

## Verbreitung
Das Verbreitungsgebiet erstreckt sich im nordöstlichen Brasilien vom nördlichen Goiás über Piauí und Maranhão bis nach Ceará, Pernambuco und Alagoas.

## Lebensraum

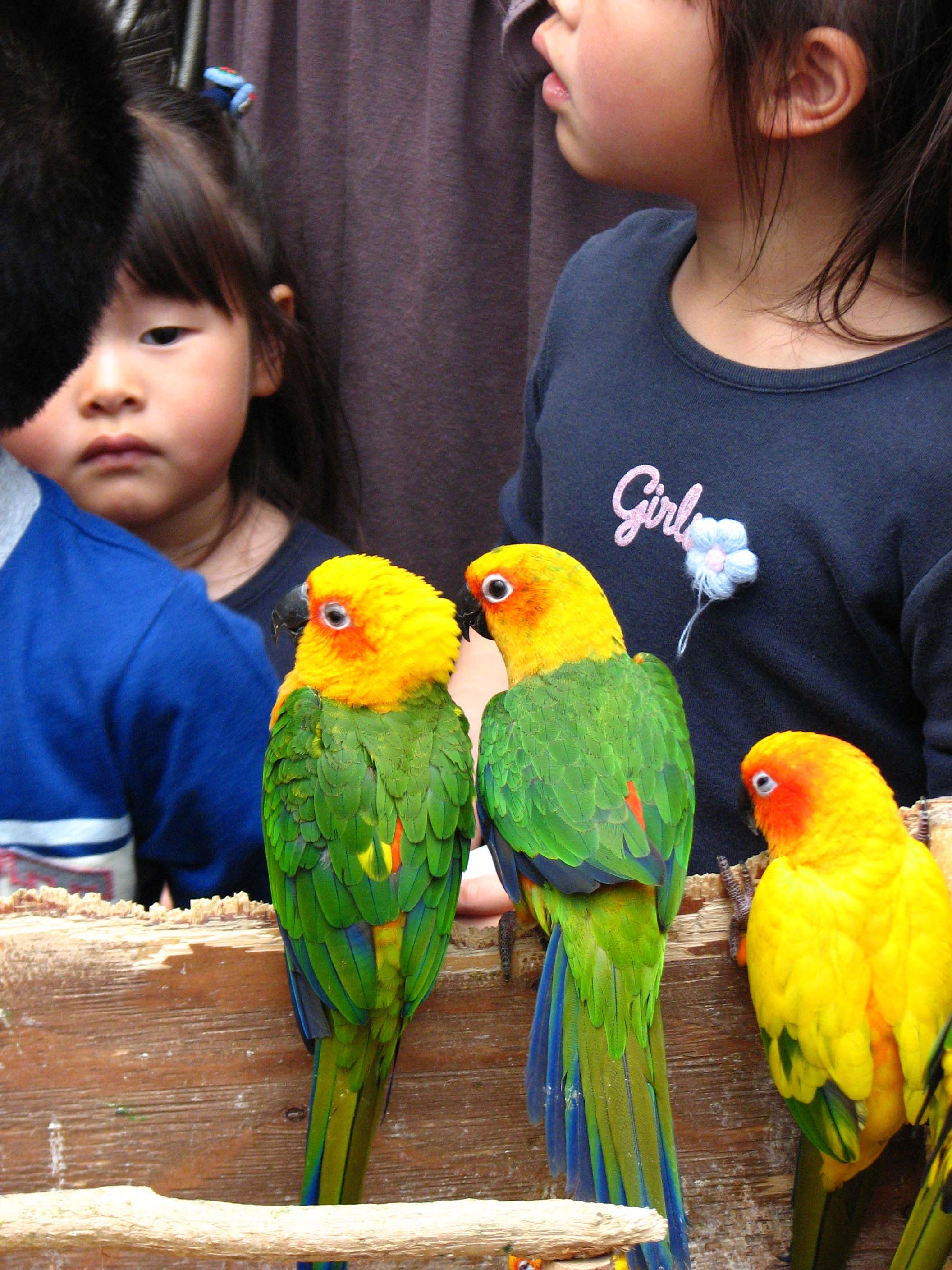
Zwei Jendayasittiche (Mitte) und ein Sonnensittich in menschlicher Obhut

Der Jendayasittich bewohnt die baumbewachsene Caatinga-Steppe, gerodete Flächen und die Randbereiche von Regenwäldern und Kokospalmenplantagen.

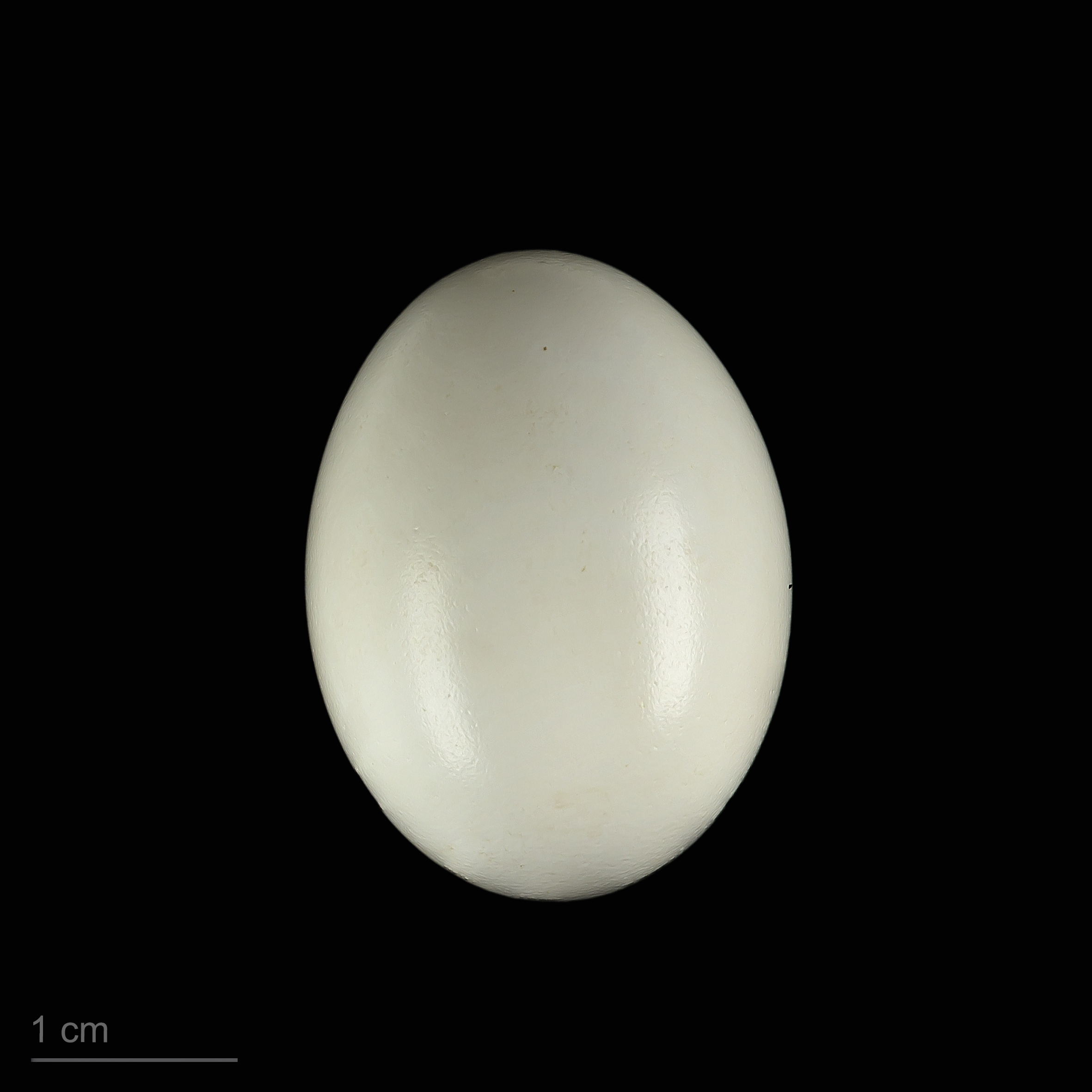
Ei des Jendayasittichs

## Lebensweise
Seine Lebensweise in freier Wildbahn ist bisher wenig erforscht. Er ist gewöhnlich einzeln, paarweise und in kleinen Schwärmen von 10 bis 15 Vögeln zu beobachten. Er ist nicht scheu und sein Kreischen macht ihn sehr auffällig. Sein Flug ist flink und direkt. Er fliegt oft nahe am Boden und ändert plötzlich die Richtung. Besonders während des Fluges ist sein Ruf sehr schrill. Die Brutzeit ist vermutlich von Oktober bis Januar. Ein Nest wurde in einem hohen, morschen Baum entdeckt. Die Eier haben die Maße 28,4 × 22,6 mm. Die Nahrung ist vegetarisch und besteht aus Samen, Beeren, Früchten und Mais.

## Status
Die Populationsgröße des Jendayasittichs ist unbekannt. Er ist ziemlich häufig, die Größe der Subpopulationen ist jedoch uneinheitlich. Obwohl sich der Lebensraum durch die Waldrodungen ausdehnt, geht der Bestand aufgrund des illegalen Tierhandels in manchen Gegenden zurück. Die IUCN stuft ihn in die Kategorie nicht gefährdet (least concern) ein.